# Albbruck
Albbruck este o comună din landul Baden-Württemberg, Germania.

## Istorie
Albbruck și satele sale componente au fost menționate pentru prima dată în 1403, însă unele dintre acestea au fost înființate cu mult mai devreme. Birkingen aparținea inițial de Abația Sfântului Gall, înainte de a fi luat de Abația Sfântului Blasiu în 1528. Birndorf de asemenea aparținea de Abația Sfântului Gall, însă o parte din sat era al Ordinului Cavalerilor Teutoni. În timp, acestea vor fi cucerite de casa de Baden.